# デヴィッド・リカード
デヴィッド・リカード（英: David Ricardo、1772年4月18日/19日 - 1823年9月11日）は、自由貿易を擁護する理論を唱えたイギリスの経済学者。各国が比較優位に立つ産品を重点的に輸出することで経済厚生は高まる、とする「比較生産費説」を主張した。スミス、マルクス、ケインズと並ぶ経済学の黎明期の重要人物とされるが、その中でもリカードは特に「近代経済学の創始者」として評価されている。

## 生涯

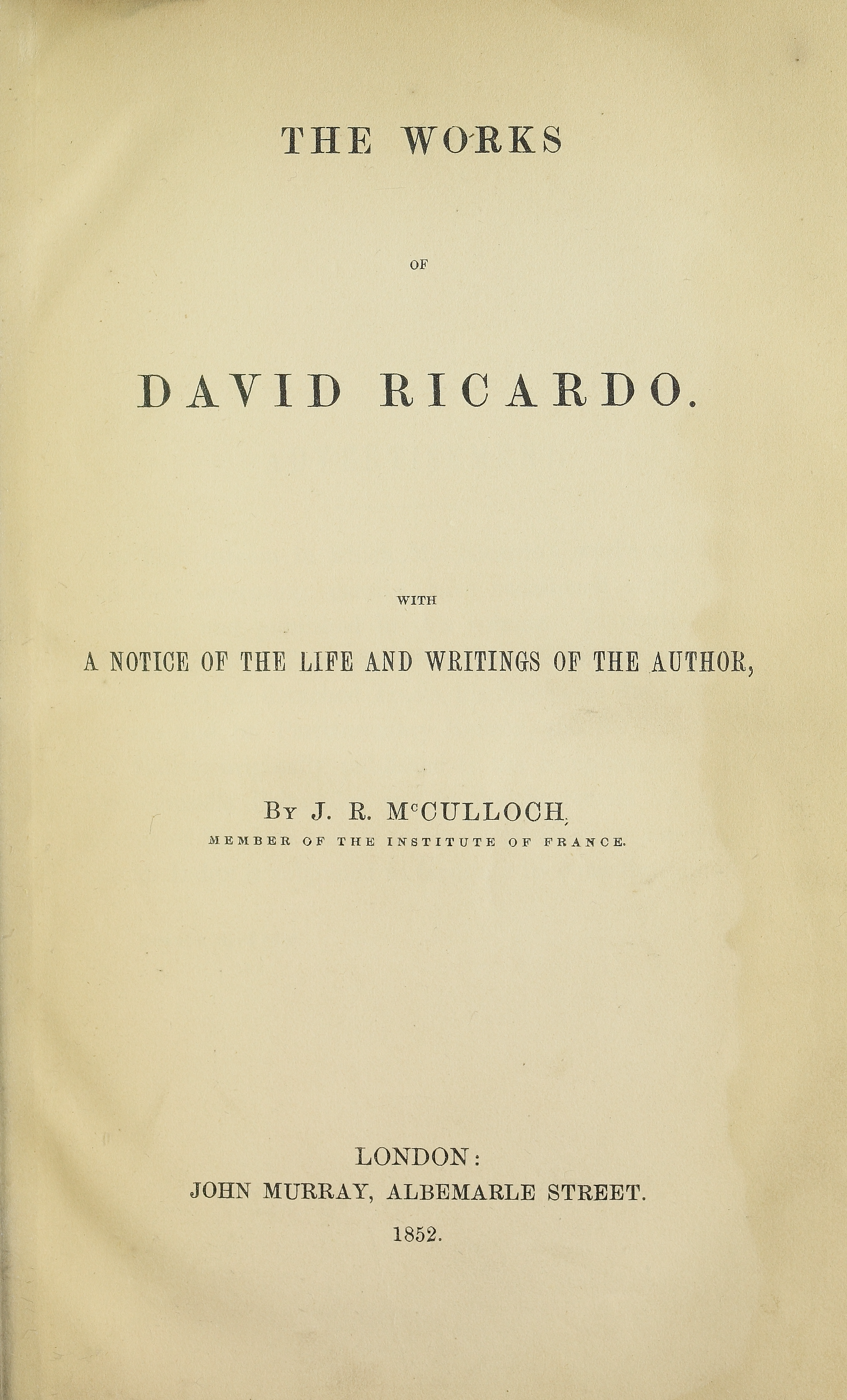
Works, 1852

リカードは17人兄弟の3番目としてロンドンで生まれた。彼の家はスペイン系およびポルトガル系のユダヤ人で、彼が生まれるほんの少し前に、オランダからイギリスへ移住して来た。14歳のとき、リカードはロンドン証券取引所で父親エイブラハム・リカードの仕事に加わった。21歳のとき、リカードは家族の正統派ユダヤ教の信仰を拒絶し、クエーカー教徒のプリシラ・アン・ウィルキンソンと駆け落ちする。これによって父親から勘当されることになり、ケンブリッジ大学を中退して、自ら株式仲買人として独立することになった。その後リカードはユニテリアン派の教徒となっている。 
リカードの証券取引所での成功は彼を裕福にし、42歳となった1814年に仕事を引退。グロスター州のギャトコム・パークに邸宅を購入し、生涯の住処とした。1819年にはアイルランドの都市選挙区であるポーターリングトンから庶民院（下院）に出馬、当選して代議士として自由貿易を主張し、また、穀物法の廃止を主張した。1821年にはトーマス・トゥックやジェームズ・ミル、トマス・ロバート・マルサスやジェレミ・ベンサムなど著名な経済学者とともに、政治経済クラブの設立に尽力した。
1823年、耳の伝染病のため51歳で急逝、遺産として7500万ポンド（約150億円）を残した。
リカードは、ジェームズ・ミルの親友であり、ミルは彼に政治への大志や経済学の著述を勧めた。他の著名な友人の中にマルサスやベンサムがいる。死の10日前、論敵でもあったマルサスに対して手紙で「議論が私たちの友情を決して傷つけなかった。君が私の説に賛成してくれたとしても、そのことで今以上にあなたを好きになることはありません」と記している。

## 思想
リカードは、1799年にアダム・スミスの『国富論』を読み、経済学に興味を持つようになった。そのほんの少し前、1797年にイングランド銀行が金本位制を停止し不換紙幣の増発からインフレーションを招来することになったが、これについて1810年にリカードは『白石高騰について--紙幣暴落の証明』という小論を発表、貨幣数量説に立って金本位制への復帰を主張した。
リカードは、『経済学および課税の原理』の第7章で比較優位理論による自由貿易の利益を論証した。また、リカードは『経済学および課税の原理』の第3版の第31章「機械について」で、固定資本（機械）が導入されることによって労働者が失業する可能性はあるかという問題を取り上げた。リカードは、『経済学および課税の原理』の第2版まで、機械の導入による失業の可能性はなく、機械の導入は労働者にとって利益になると考えていたが、1821年に刊行した『経済学および課税の原理』の第3版では、短期的には失業の可能性を認めている。
リカードで特に有名なのが、穀物法をめぐるマルサスとの論争から生まれた自由貿易の主張と地代論であり、自由貿易による利潤蓄積の増大→国富の増進と労働価値説に拠った収穫逓減による結果としての地代の形成を『経済学および課税の原理』で主張した。ただ、論争する点が多かったマルサスの主張についても、彼が『人口論』で言及した人口に対する見解については同意し、『経済学および課税の原理』の議論で前提としている。

### リカードに関連した他の思想
- リカードの等価命題 - 国債の発行は将来の増税を予想させるため、人々はこれを織り込み、消費を抑制するため、財政支出による経済効果は現時点で増税することと変わらないとする仮説[7]。ロバート・バローの提起によって有名になったことから、「リカード=バローの中立命題（等価命題、等価原理、等価定理）」とも呼ばれる。
- 賃金の鉄則 - 賃金を上げようとするいかなる試みにもかかわらず、労働者の実質賃金は生活できる最低のレベルの金額にとどまるだろう、という主張。フェルディナント・ラッサールによる。
- 労働価値説

## 評価
日本を代表する経済学者である森嶋通夫は経済学史における「特別な巨人」としてアダム・スミス、リカード、カール・マルクス、ケインズの四人を挙げているが、特にリカードを「近代経済学の父」として評価している。
リカードの学説はマルクスとワルラスによって後世の経済学に影響を与えている。リカードの労働価値説はマルクスの経済学の中心的枠組みになっており、ヒルファディングやローザ・ルクセンブルクなどのマルクス主義者によって発展させられた。また、リカードの差額地代論は希少性理論としてワルラスによって発展させられ、後の新古典派経済学に貢献した。

## 著作
- 『The High Price of Bullion, a Proof of the Depreciation of Bank Notes』（1810年）、金属通貨の採用を提唱した。
- 『Essay on the Influence of a Low Price of Corn on the Profits of Stock』（1815年）、穀物法の廃止が、社会の生産的構成員に、より多くの富を分配するだろうと主張した。
  - 農業保護政策批判 地代論 大川一司訳 岩波文庫、1948年
  - 農業経済論集 服部一馬訳 春秋社 1950
- 『Principles of Political Economy and Taxation』（1817年、『経済学および課税の原理』）、地代が人口増加につれて成長すると結論付けた分析。また、ある国がすべての財の生産においてその貿易相手国ほど効率的でなかったとしても、すべての国が自由貿易から利益を得ることができる、ということを示す「比較生産費説｣を明確に展開した。
  - 経済学及課税之原理 小泉信三訳 岩波文庫、1928年
  - 経済学及び課税の原理 竹内謙二訳 東大出版会 1973年
  - 経済学および課税の原理 羽鳥卓也、吉沢芳樹訳 岩波文庫、1987年
- マルサスへの手紙 中野正訳 岩波文庫、1949年
- リカアドオのマカロックへの手紙 中野正訳 岩波文庫、1949年
- リカアドオのトラワアへの手紙 ジェイムズ・ボナア、ジェイコブ・H.ホランダア編 中野正訳 岩波文庫、1955年
- デイヴィド・リカードウ全集 全11巻 雄松堂書店 1971 - 1999年

第1巻 経済学および課税の原理 堀経夫訳
第2巻 マルサス経済学原理評注 鈴木鴻一郎訳